# Underwood (Iowa)
Underwood es una ciudad ubicada en el condado de Pottawattamie en el estado estadounidense de Iowa. En el Censo de 2010 tenía una población de 917 habitantes y una densidad poblacional de 768,02 personas por km².

## Geografía
Underwood se encuentra ubicada en las coordenadas 41°23′12″N 95°40′48″O / 41.38667, -95.68000. Según la Oficina del Censo de los Estados Unidos, Underwood tiene una superficie total de 1.19 km², de la cual 1.19 km² corresponden a tierra firme y (0%) 0 km² es agua.

## Demografía
Según el censo de 2010, había 917 personas residiendo en Underwood. La densidad de población era de 768,02 hab./km². De los 917 habitantes, Underwood estaba compuesto por el 97.82% blancos, el 0.87% eran afroamericanos, el 0.11% eran amerindios, el 0.22% eran asiáticos, el 0% eran isleños del Pacífico, el 0.11% eran de otras razas y el 0.87% pertenecían a dos o más razas. Del total de la población el 1.31% eran hispanos o latinos de cualquier raza.